# Monseñor Nouel
Monseñor Nouel est l'une des 32 provinces de la République dominicaine. Son chef-lieu est Bonao. Elle est limitée au nord et à l'ouest par la province de La Vega, à l'est par celle de Sánchez Ramírez et au sud par celles de San Cristóbal et de San José de Ocoa.

## Site industriel
- Mine de Cerro De Maimon